# Pygmégök
Pygmégök (Coccycua minuta) är en fågel i familjen gökar inom ordningen gökfåglar.

## Utseende och läte
Pygmégöken är en miniatyrversion av den vanligare ekorrgöken. Fjäderdräkten är mestadels roströd, med gul näbb, rött öga och grå buk. Bland lätena hörs nasala "enk!" och ett stigande skallrande ljud.

## Utbredning och systematik
Pygmégöken förekommer från östra Panama söderut till norra Bolivia. Clements et al delar upp den i fem underarter med följande utbredning:
- Coccycua minuta panamensis – låglandsområden i östra Panama och norra Colombia (väster om Urabáviken)
- Coccycua minuta barinensis – allra östligaste Colombia och närliggande västra Venezuela
- Coccycua minuta gracilis – Colombia väster om Anderna och västra Ecuador
- Coccycua minuta minuta – östra Colombia till Venezuela, Guyana, amazonska Brasilien och Peru
- Coccycua minuta chaparensis – norra Bolivia (Rio Chaparé-regionen)

International Ornithological Congress urskiljer istället endast två underarter, där alla utom gracilis inkluderas i nominatformen.

## Levnadssätt
Pygmégöken hittas i låglänta områden och förberg, främst i tät undervegetation vid skogsbryn och ofta nära vatten. Arten är ovanlig och svår att få syn på, men är vida spridd.

## Status och hot
Arten har ett stort utbredningsområde, men tros minska i antal, dock inte tillräckligt kraftigt för att den ska betraktas som hotad. Internationella naturvårdsunionen IUCN listar arten som livskraftig (LC). Beståndet uppskattas till i storleksordningen en halv miljon till fem miljoner vuxna individer.